# Movimiento de Derechos Ciudadanos Solidaridad

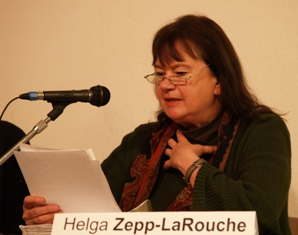
Helga Zepp-LaRouche, fundadora del BüSo

Bürgerrechtsbewegung Solidarität (BüSo), o el Movimiento de Derechos Ciudadanos Solidaridad, es un partido político alemán fundado en 1992 por Helga Zepp-LaRouche, esposa del activista político estadounidense Lyndon LaRouche. Sus resultados electorales (tanto a nivel federal como estatal) nunca han superado el 0,1% de los votos.
El BüSo es parte del movimiento LaRouche. El periódico Berliner Zeitung escribió en 2007 que el movimiento tenía alrededor de 300 seguidores en Alemania en ese momento (actualmente cuenta con aproximadamente 1100).

## Historia e ideología
El BüSo es el tercero de una serie de pequeños partidos fundados en Alemania por el movimiento. Los dos primeros, ya desaparecidos, fueron el Europäische Arbeiterpartei (Partido Obrero Europeo), que estuvo activo en los años 70 y principios de los años 80 y todavía existe en algunos países escandinavos, y el Patrioten für Deutschland (Patriotas para Alemania), activo desde mediados de los años 80 hasta principios de los 90.
Una de sus premisas básicas es que el sistema financiero está a punto de quebrar y por ello es necesario reemplazar el sistema de plusvalía por uno orientado al interés público.
Algunos observadores posicionan al partido en la extrema derecha. Al mismo tiempo, el BüSo, al igual que el movimiento de LaRouche, es descrito como "psico-culto" porque tienen una "reconstrucción social radical" luchando con "visiones del fin de los tiempos" (colapso del sistema económico).  Otras voces consideran difícil una clasificación del BüSo en el rango clásico de la política. Sus objetivos incluyen tanto enfoques de la política de izquierda como conceptos de derecha. En general, puede definirse como un partido fantasma que existe únicamente para implementar las ideas de LaRouche. El partido se ha relacionado con teorías de conspiración antisemitas, como el Gobierno de Ocupación Sionista. En 1979, la actual presidenta del BüSo, Helga Zepp-LaRouche, escribió: "Mientras que en los EE. UU., nadie abriga ni la más mínima ilusión sobre el poder del lobby sionista en la administración actual, la influencia de un lobby sionista encubierto en la República Federal solo ha sido conocida por unas pocas figuras políticas iniciadas, pero no por el público en general. Por lo tanto, tenemos que tomar el engaño hipócrita del Holocausto como una oportunidad para denunciar a estos agentes extranjeros".  El BüSo toma la posición de que la declaración se refiere a la serie de televisión Holocausto y no a los programas de exterminio del Tercer Reich, que hoy no fueron cuestionados por Zepp-LaRouche. El BüSo se centra en promover los intereses de Rusia y China en los países occidentales.
Entre otras cosas proponen el regreso del marco alemán y consideran al cambio climático una mentira de los medios y las organizaciones ecologistas.